# Petra Lovelyhair
Petra Lovelyhair[rozpor] (* 3. července 1980 Praha), vlastním jménem Petra Vančurová, je česká beauty youtuberka, blogerka, influencerka a podnikatelka vystupující pod jménem „Petra Lovelyhair“.

## Kariéra
Své první video nahrála na YouTube v březnu 2011 a stala se tak první českou beauty YouTuberkou.[ve zdroji nenalezeno] Ještě o několik měsíců dříve[kdy?] založila psaný blog. Je aktivní také na sociálních sítích Facebook a Instagram, kde se věnuje zejména beauty, fashion a lifestyle tematice.[zdroj⁠?!]
Snaží se o beauty scéně nejen natáčet a psát, ale zároveň ji i vytvářet. Na trh přivedla několik produktů pod svou vlastní značkou Petra LovelyHair a PLH Beauty. V roce 2018 na světový trh přišla s paletkou očních stínů ve spolupráci s firmou Revolution London – Revolution by Petra.[zdroj⁠?!] Paletka se stala ikonickým beauty produktem a v roce 2019 zvítězila paletka Revolution by Petra v soutěži časopisu Cosmopolitan – Cosmo Beauty Awards 2019 – jako nejlepší produkt na oči pro rok 2019. V roce 2020 na trh uvedla její pokračování – Revolution X Petra.[zdroj⁠?!]
Jako podnikatelka pod značkami Petra Lovelyhair a PLH Beauty stojí za štětci na líčení a umělými řasami.
Díky své práci měla možnost setkat se, případně dělat rozhovory, i s celosvětovými celebritami jako Heidi Klum, Katy Perry, Taťána Kuchařová, Simona Krainová.
Kvůli své práci má Petra nemilé zkušenosti s kyberšikanou.

## Ocenění
Na svém kontě má několik ocenění. V letech 2013–2017 obsadila 4x první a 1x druhé místo v kategorii Beauty v soutěži Czech Social Awards (dříve Blogerka roku).[ve zdroji nenalezeno] V roce 2016 a 2017 se umístila v žebříčku 77 nejvlivnějších Čechů časopisu Forbes na sociálních sítích.

## Osobní život
Petra se narodila v Praze, kde žila do svých 21 let. Poté se z města odstěhovala na vesnici nedaleko Jindřichova Hradce v Jihočeském kraji. Navštěvovala Gymnázium Opatov, poté ČZU a VOŠ Tábor.[zdroj⁠?!]
V roce 2008 si vzala fotografa Miroslava Čížka.[zdroj?]